# Georges Jacobus
Georges August Jacobus (Sint-Andries, 31 januari 1920 – Assebroek, 13 maart 2003) was een Belgisch voetballer. Hij speelde op de positie van verdediger. In de jaren 40 kwam hij uit voor Cercle Brugge. 
Jacobus begon in de jeugd van Cercle. Zijn eerste competitiewedstrijd speelde hij op 14 september 1941 tegen SK Lierse, de laatste was op 5 september 1948 tegen Kortrijk Sport. Later werd hij trainer van Stade Kortrijk, Daring Blankenberge en SK Steenbrugge. Na een tijd jeugdtrainer bij Cercle Brugge geweest te zijn, werd hij assistent-trainer van deze club. 